# Club Sol de América
El Club Sol de América és un club esportiu, destacat en futbol, de la ciutat d'Asunción, Paraguai, situat al Barrio Obrero.
Va ser fundat el 22 de febrer de 1909. Juga a l'estadi Luis Alfonso Giagni, també conegut com a Ciudad de Villa Elisa.

## Palmarès
- Lliga paraguaiana de futbol:[1]
  - 1986, 1991
- Segona divisió paraguaiana de futbol/División Intermedia:
  - 1965, 1977, 2006, 2023
- Torneig República:[2]
  - 1988

## Jugadors destacats
- Carlos Bonet
- Luis Cristaldo
- Dante López
- Enrique Vera
- Justo Villar
- Pablo Zeballos

## Entrenadors destacats
- Ferenc Puskás
- Sergio Markarián
- Ever Hugo Almeida

## Secció de basquetbol
El Sol de América també disposa d'una secció de basquetbol que juga a la primera divisió del país.

### Palmarès
- Lliga paraguaiana de bàsquet (8): 1982, 1983, 1984, 1995, 1996, 1998, 1999, 2007.